# Elitserien i bandy 2010/2011
Elitserien i bandy 2010/2011 spelades 27 oktober 2010-19 februari 2011, och vanns av Sandvikens AIK. Säsongen avslutades med att Sandvikens AIK även blev svenska mästare, genom att besegra Bollnäs GoIF med 6–5 i finalen på Studenternas IP i Uppsala.

## Förlopp
- Den 23 mars 2010 meddelades att Föreningen Svensk Elitbandy och Svenska Bandyförbundet jobbat fram ett spelprogram efter en arbetsprocess som påbörjades i december 2009.[2] Den 29 mars 2010 meddelades att samtliga klubbar fått sina elitlicenser beviljade.[3]
- Matchen Haparanda-Torneå PV-IFK Vänersborg i sista omgången sköts fram en dag, från 18 till 19 februari, på grund av sträng kyla.[4]
- Skytteligan vanns av Christoffer Edlund, Sandvikens AIK med 77 fullträffar.[5]

## Deltagande lag
| Lag                      | Ort        | Hemmaarena                 |
| ------------------------ | ---------- | -------------------------- |
| Bollnäs GoIF/BF          | Bollnäs    | Sävstaås IP                |
| IF Boltic                | Karlstad   | Tingvalla isstadion        |
| Broberg/Söderhamn Bandy  | Söderhamn  | Hällåsen                   |
| Edsbyns IF               | Edsbyn     | Dina Arena                 |
| Hammarby IF              | Stockholm  | Zinkensdamms IP            |
| Haparanda-Torneå PV      | Haparanda  | Gränsvallen                |
| IFK Kungälv              | Kungälv    | Skarpe Nord                |
| Sandvikens AIK           | Sandviken  | Göransson Arena            |
| IK Sirius                | Uppsala    | Studenternas IP            |
| Tillberga Bandy Västerås | Tillberga  | ABB Arena Syd              |
| Vetlanda BK              | Vetlanda   | Tjustkulle                 |
| IFK Vänersborg           | Vänersborg | Arena Vänersborg           |
| Villa Lidköping BK       | Lidköping  | Sparbanken Lidköping Arena |
| Västerås SK              | Västerås   | ABB Arena Syd              |

## Sluttabell
| Nr | Lag               | S  | V  | O | F  | GM  | IM  | MS   | P  |
| -- | ----------------- | -- | -- | - | -- | --- | --- | ---- | -- |
| 1  | Sandvikens AIK    | 26 | 20 | 2 | 4  | 199 | 100 | +99  | 42 |
| 2  | Bollnäs GoIF      | 26 | 17 | 2 | 7  | 138 | 94  | +44  | 36 |
| 3  | Edsbyns IF        | 26 | 16 | 2 | 8  | 140 | 102 | +38  | 34 |
| 4  | Villa Lidköping   | 26 | 16 | 1 | 9  | 158 | 121 | +37  | 33 |
| 5  | Hammarby IF       | 26 | 13 | 5 | 8  | 141 | 107 | +34  | 31 |
| 6  | Broberg/Söderhamn | 26 | 14 | 2 | 10 | 131 | 114 | +17  | 30 |
| 7  | IK Sirius         | 26 | 12 | 4 | 10 | 109 | 104 | +5   | 28 |
| 8  | Västerås SK       | 26 | 11 | 5 | 10 | 113 | 102 | +11  | 27 |
| 9  | Vetlanda BK       | 26 | 9  | 7 | 10 | 123 | 133 | −10  | 25 |
| 10 | IFK Kungälv       | 26 | 11 | 2 | 13 | 90  | 99  | −9   | 24 |
| 11 | Tillberga IK      | 26 | 6  | 7 | 13 | 123 | 134 | −11  | 19 |
| 12 | IFK Vänersborg    | 26 | 6  | 4 | 16 | 90  | 122 | −32  | 16 |
| 13 | Haparanda-Torneå  | 26 | 6  | 3 | 17 | 85  | 155 | −70  | 15 |
| 14 | IF Boltic         | 26 | 1  | 2 | 23 | 74  | 227 | −153 | 4  |

## Seriematcherna
| Matchresultat | Matchresultat |
| --- | --- |
| Datum Match Resultat - 27 oktober 2010 Villa Lidköping BK-Bollnäs GIF 8-6 (5-3) - 27 oktober 2010 IK Sirius-Sandvikens AIK 5-1 (4-1) - 28 oktober 2010 Västerås SK-IF Boltic 9-3 (5-1) - 29 oktober 2010 Bollnäs GIF-IK Sirius 5-4 (1-3) - 29 oktober 2010 Hammarby IF-Edsbyns IF 6-5 (1-1) - 29 oktober 2010 IFK Kungälv-Brobergs IF 2-7 (0-3) - 30 oktober 2010 IFK Vänersborg-Haparanda Tornio BK 4-5 (2-3) - 31 oktober 2010 Edsbyns IF-Vetlanda BK 11-4 (5-3) - 3 november 2010 Bollnäs-Kungälv 4-1 (1-1) - 3 november 2010 Boltic-Hammarby 2-10 (2-5) - 3 november 2010 Broberg-Sirius 5-4 (2-1) - 3 november 2010 Tillberga-Vänersborg 5-5 (2-3) - 3 november 2010 Vetlanda-Villa Lidköping 4-2 (3-1) - 3 november 2010 Sandviken-Västerås 3-1 (2-0) - 5 november 2010 Haparanda-Kungälv 3-4 (1-2) - 5 november 2010 Villa Lidköping-Boltic 11-0 (5-0) - 5 november 2010 Broberg-Västerås 4-3 (1-3) - 6 november 2010 Hammarby-Tillberga 6-6 (1-4) - 6 november 2010 Sandviken-Vänersborg 7-1 (3-1) - 7 november 2010 Boltic-Edsbyn 2-5 (1-4) - 7 november 2010 Vetlanda-Bollnäs 5-4 (4-2) - 10 november 2010 Sirius-Hammarby 5-9 (3-4) - 10 november 2010 Edsbyn-Sandviken 5-11 (3-4) - 10 november 2010 Haparanda-Boltic 5-6 (2-3) - 10 november 2010 Tillberga-Broberg 7-2 (5-2) - 12 november 2010 Vänersborg-Sirius 2-6 (0-1) - 12 november 2010 Hammarby-Västerås 2-5 (0-2) - 12 november 2010 Broberg-Vetlanda 3-3 (1-0) - 12 november 2010 Bollnäs-Haparanda 8-0 (4-0) - 13 november 2010 Edsbyn-Villa Lidköping 7-4 (2-3) - 14 november 2010 Västerås-Haparanda 9-3 (4-2) - 14 november 2010 Kungälv-Tillberga 7-0 (3-0) - 17 november 2010 Boltic-Kungälv 4-8 (2-5) - 17 november 2010 Sandviken-Villa Lidköping 5-6 (2-3) - 17 november 2010 Sirius-Edsbyn 0-6 (0-2) - 17 november 2010 Broberg-Hammarby 4-8 (2-2) - 17 november 2010 Västerås-Vänersborg 8-3 (3-2) - 19 november 2010 Kungälv-Sandviken 2-4 (2-1) - 19 november 2010 Villa Lidköping-Sirius 9-6 (4-3) - 19 november 2010 Vetlanda-Tillberga 6-1 (2-0) - 19 november 2010 Edsbyn-Västerås 6-2 (2-0) - 19 november 2010 Vänersborg-Hammarby 0-3 (0-1) - 21 november 2010 Tillberga-Villa Lidköping 3-8 (3-5) - 21 november 2010 Bollnäs-Boltic 13-6 (9-4) - 22 november 2010 Sirius-Kungälv 4-3 (2-2) - 24 november 2010 Boltic-Vetlanda 5-6 (2-2) - 24 november 2010 Västerås-Villa Lidköping 9-7 (5-4) - 24 november 2010 Sandviken-Bollnäs 8-2 (3-0) - 24 november 2010 Haparanda-Broberg 5-9 (1-5) - 26 november 2010 Haparanda-Sirius 5-5 (2-3) - 26 november 2010 Tillberga-Bollnäs 6-7 (4-6) - 26 november 2010 Kungälv-Västerås 3-2 (1-1) - 26 november 2010 Vänersborg-Edsbyn 3-2 (1-1) - 27 november 2010 Hammarby-Vetlanda 5-5 (2-3) - 27 november 2010 Sandviken-Boltic 17-3 (11-1) - 30 november 2010 Broberg-Vänersborg 6-2 (2-1) - 30 november 2010 Edsbyn-Tillberga 5-4 (2-2) - 30 november 2010 Vetlanda-Sandviken 4-7 (3-3) - 30 november 2010 Villa Lidköping-Haparanda 7-4 (3-2) - 8 december 2010 Boltic-Tillberga 3-3 (1-0) - 8 december 2010 Edsbyn-Broberg 2-4 (1-1) - 8 december 2010 Haparanda-Sandviken 2-10 (1-2) - 8 december 2010 Hammarby-Kungälv 8-0 (4-0) - 8 december 2010 Villa Lidköping-Vänersborg 8-6 (3-2) - 8 december 2010 Sirius-Vetlanda 3-3 (1-1) - 8 december 2010 Västerås-Bollnäs 4-5 (2-1) - 10 december 2010 Kungälv-Vänersborg 2-0 (0-0) - 10 december 2010 Broberg-Villa Lidköping 4-5 (2-1) - 10 december 2010 Vetlanda-Västerås 4-4 (2-2) - 10 december 2010 Tillberga-Haparanda 8-3 (4-1) - 10 december 2010 Bollnäs-Hammarby 1-3 (1-1) - 12 december 2010 Haparanda-Edsbyn 3-3 (0-2) - 12 december 2010 Sandviken-Tillberga 10-4 (3-1) - 15 december 2010 Siruis-Tillberga 1-2 (1-2) - 15 december 2010 Hammarby-Sandviken 7-9 (1-6) - 15 december 2010 Vänersborg-Boltic 13-3 (10-1) - 15 december 2010 Kungälv-Vetlanda 5-3 (3-1) - 17 december 2010 Bollnäs-Broberg 4-1 (1-3) - 18 december 2010 Västerås-Sirius 4-2 (3-2) - 18 december 2010 Edsbyn-Kungälv 5-2 (0-1) - 19 december 2010 Boltic-Broberg 5-7 (2-4) - 19 december 2010 Haparanda-Vetlanda 3-2 (1-1) - 19 december 2010 Vänersborg-Bollnäs 2-4 (1-0) - 20 december 2010 Villa Lidköping-Hammarby 8-3 (2-1) - 21 december 2010 Sandviken-Vetlanda 8-6 (2-4) - 22 december 2010 Västerås-Kungälv 2-4 (1-3) - 26 december 2010 Tillberga-Västerås 2-4 (1-1) - 26 december 2010 Kungälv-Villa Lidköping 3-4 (1-1) - 26 december 2010 Vetlanda-Vänersborg 3-2 (1-2) - 26 december 2010 Sandviken-Broberg 9-6 (4-4) - 26 december 2010 Haparanda-Hammarby 6-4 (3-3) | Datum Match Resultat - 28 december 2010 Edsbyn-Vänersborg 4-3 (2-3) - 28 december 2010 Boltic-Haparanda 5-7 (2-3) - 28 december 2010 Hammarby-Villa Lidköping 3-0 (2-0) - 28 december 2010 Broberg-Tillberga 7-3 (5-1) - 30 december 2010 Hammarby-Bollnäs 2-1 (1-1) - 30 december 2010 Västerås-Vetlanda 2-5 (1-0) - 30 december 2010 Broberg-Boltic 7-3 (3-1) - 30 december 2010 Sirius-Haparanda 7-3 (4-2) - 30 december 2010 Vänersborg-Kungälv 5-3 (3-1) - 2 januari 2011 Boltic-Sandviken 0-14 (0-7) - 2 januari 2011 Haparanda-Västerås 1-0 (1-0) - 2 januari 2011 Tillberga-Sirius 3-1 (2-0) - 2 januari 2011 Vetlanda-Hammarby 5-8 (3-0) - 2 januari 2011 Kungälv-Edsbyn 1-5 (0-1) - 2 januari 2011 Villa Lidköping-Broberg 5-3 (2-2) - 2 januari 2011 Bollnäs-Vänersborg 9-3 (4-0) - 4 januari 2011 Bollnäs-Edsbyn 1-3 (0-1) - 6 januari 2011 Sirius-Boltic 6-2 (3-0) - 6 januari 2011 Västerås-Tillberga 7-6 (4-4) - 6 januari 2011 Edsbyn-Bollnäs 4-6 (0-4) - 6 januari 2011 Villa Lidköping-Kungälv 6-5 (5-1) - 6 januari 2011 Vänersborg-Vetlanda 4-6 (1-4) - 6 januari 2011 Hammarby-Haparanda 8-4 (3-3) - 6 januari 2011 Broberg-Sandviken 2-5 (1-2) - 8 januari 2011 Sandviken-Haparanda 14-4 (6-2) - 9 januari 2011 Tillberga-Boltic 16-3 (8-1) - 9 januari 2011 Kungälv-Hammarby 7-4 (2-1) - 9 januari 2011 Bollnäs-Västerås 7-2 (2-2) - 9 januari 2011 Vetlanda-Sirius 3-3 (1-3) - 9 januari 2011 Broberg-Edsbyn 6-4 (5-2) - 10 januari 2011 Vänersborg-Villa Lidköping 5-2 (2-1) - 12 januari 2011 Bollnäs-Sandviken 10-3 (7-1) - 12 januari 2011 Hammarby-Vänersborg 4-4 (3-2) - 12 januari 2011 Vetlanda-Boltic 12-1 (3-0) - 12 januari 2011 Haparanda-Tillberga 3-3 (3-1) - 12 januari 2011 Villa Lidköping-Västerås 5-5 (1-3) - 12 januari 2011 Kungälv-Sirius 4-4 (3-3) - 14 januari 2011 Vänersborg-Broberg 5-3 (1-1) - 14 januari 2011 Edsbyn-Hammarby 6-1 (3-1) - 15 januari 2011 Tillberga-Vetlanda 9-6 (4-3) - 15 januari 2011 Sirius-Villa Lidköping 5-4 (2-3) - 15 januari 2011 Sandviken-Kungälv 6-2 (2-2) - 16 januari 2011 Västerås-Edsbyn 6-4 (2-2) - 16 januari 2011 Boltic-Bollnäs 4-6 (2-3) - 18 januari 2011 Vänersborg-Västerås 5-5 (1-2) - 18 januari 2011 Hammarby-Broberg 6-7 (4-1) - 18 januari 2011 Edsbyn-Sirius 7-3 (3-2) - 18 januari 2011 Bollnäs-Tillberga 5-5 (1-0) - 18 januari 2011 Villa Lidköping-Sandviken 5-11 (4-4) - 1 februari 2011 Sirius-Vänersborg 7-0 (2-0) - 2 februari 2011 Sandviken-Edsbyn 9-4 (6-0) - 2 februari 2011 Boltic-Villa Lidköping 1-10 (1-4) - 2 februari 2011 Tillberga-Kungälv 4-6 (3-3) - 2 februari 2011 Haparanda-Bollnäs 0-4 (0-0) - 2 februari 2011 Vetlanda-Broberg 5-8 (2-5) - 4 februari 2011 Boltic-Sirius 3-4 (3-2) - 4 februari 2011 Vetlanda-Haparanda 6-5 (5-2) - 4 februari 2011 Tillberga-Sandviken 5-5 (1-3) - 5 februari 2011 Villa Lidköping-Edsbyn 5-6 (1-3) - 6 februari 2011 Sirius-Bollnäs 4-1 (2-0) - 6 februari 2011 Broberg-Haparanda 10-3 (6-1) - 6 februari 2011 Västerås-Hammarby 4-4 (0-2) - 6 februari 2011 Kungälv-Boltic 5-1 (3-1) - 8 februari 2011 Kungälv-Haparanda 5-0 (1-0) - 9 februari 2011 Villa Lidköping-Tillberga 8-7 (3-1) - 9 februari 2011 Vänersborg-Sandviken 1-5 (0-0) - 9 februari 2011 Edsbyn-Boltic 10-2 (5-2) - 9 februari 2011 Hammarby-Sirius 4-6 (1-2) - 9 februari 2011 Bollnäs-Vetlanda 7-4 (3-3) - 9 februari 2011 Västerås-Broberg 5-2 (3-2) - 11 februari 2011 Vetlanda-Kungälv 2-2 (1-1) - 11 februari 2011 Broberg-Bollnäs 4-6 (1-4) - 11 februari 2011 Boltic-Vänersborg 5-5 (3-1) - 12 februari 2011 Haparanda-Villa Lidköping 1-5 (1-3) - 12 februari 2011 Tillberga-Edsbyn 5-7 (1-2) - 12 februari 2011 Sandviken-Hammarby 2-6 (1-3) - 13 februari 2011 Sirius-Västerås 7-2 (3-0) - 16 februari 2011 Edsbyn-Haparanda 7-2 (3-2) - 16 februari 2011 Kungälv-Bollnäs 3-4 (2-3) - 16 februari 2011 Västerås-Sandviken 4-4 (2-2) - 16 februari 2011 Hammarby-Boltic 13-1 (6-1) - 16 februari 2011 Vänersborg-Tillberga 5-2 (4-1) - 16 februari 2011 Villa Lidköping-Vetlanda 14-4 (6-3) - 16 februari 2011 Sirius-Broberg 4-2 (2-1) - 18 februari 2011 Sandviken-Sirius 12-3 (8-0) - 18 februari 2011 Bollnäs-Villa Lidköping 5-2 (0-1) - 18 februari 2011 Tillberga-Hammarby 4-4 (2-2) - 18 februari 2011 Broberg-Kungälv 5-1 (1-1) - 18 februari 2011 Boltic-Västerås 1-5 (1-1) - 18 februari 2011 Vetlanda-Edsbyn 7-7 (4-6) - 19 februari 2011 Haparanda-Vänersborg 5-2 (2-0) |

## Slutspel om svenska mästerskapet
Kvartsfinaler och semifinaler spelades i serier i bäst av fem matcher och finalen avgjordes i en match. Kvartsfinalerna började 22 februari och semifinalerna var färdigspelade 15 mars. 20 mars spelades finalen på Studenternas IP i Uppsala.
|  | Kvartsfinaler | Kvartsfinaler           | Kvartsfinaler |                    |           | Semifinaler    | Semifinaler | Semifinaler |  |  | Final | Final | Final |  |
|  |               |                         |               |                    |           |                |             |             |  |  |       |       |       |  |
|  | 1             | Sandvikens AIK          | 3 vinster     |                    |           |                |             |             |  |  |       |       |       |  |
|  | 1             | Sandvikens AIK          | 3 vinster     |                    |           |                |             |             |  |  |       |       |       |  |
|  | 8             | Västerås SK             | 0 vinster     |                    |           |                |             |             |  |  |       |       |       |  |
|  | 8             | Västerås SK             | 0 vinster     |                    | 1         | Sandvikens AIK | 3 vinster   |             |  |  |       |       |       |  |
|  |               |                         |               |                    | 1         | Sandvikens AIK | 3 vinster   |             |  |  |       |       |       |  |
|  |               |                         | 5             | Hammarby IF        | 0 vinster |                |             |             |  |  |       |       |       |  |
|  | 3             | Edsbyns IF              | 5             | Hammarby IF        | 0 vinster | 2 vinster      |             |             |  |  |       |       |       |  |
|  | 3             | Edsbyns IF              |               |                    |           |                |             |             |  |  |       |       |       |  |
|  | 5             | Hammarby IF             | 3 vinster     |                    |           |                |             |             |  |  |       |       |       |  |
|  | 5             | Hammarby IF             | 3 vinster     |                    | 1         | Sandvikens AIK | 6           |             |  |  |       |       |       |  |
|  |               |                         |               |                    |           |                |             |             |  |  |       |       |       |  |
|  |               |                         | 2             | Bollnäs GoIF       | 5         |                |             |             |  |  |       |       |       |  |
|  | 2             | Bollnäs GoIF            | 2             | Bollnäs GoIF       | 5         | 3 vinster      |             |             |  |  |       |       |       |  |
|  | 2             | Bollnäs GoIF            |               |                    |           |                |             |             |  |  |       |       |       |  |
|  | 7             | IK Sirius               | 1 vinst       |                    |           |                |             |             |  |  |       |       |       |  |
|  | 7             | IK Sirius               | 1 vinst       |                    | 2         | Bollnäs GoIF   | 3 vinster   |             |  |  |       |       |       |  |
|  |               |                         |               |                    | 2         | Bollnäs GoIF   | 3 vinster   |             |  |  |       |       |       |  |
|  |               |                         | 4             | Villa Lidköping BK | 0 vinster |                |             |             |  |  |       |       |       |  |
|  | 4             | Villa Lidköping BK      | 4             | Villa Lidköping BK | 0 vinster | 3 vinster      |             |             |  |  |       |       |       |  |
|  | 4             | Villa Lidköping BK      |               |                    |           |                |             |             |  |  |       |       |       |  |
|  | 6             | Broberg/Söderhamn Bandy | 2 vinster     |                    |           |                |             |             |  |  |       |       |       |  |

## Speluppehåll
- 1-6 december 2010 - Russian Government Cup 2010 i Kirov, Ryssland
- 23-30 januari 2011 - Världsmästerskapet 2011 i Kazan, Ryssland